# 葉望風
葉望風（Fung Ip，1989年11月8日—），香港魔術師。

## 生平
葉望風出生於香港，中學畢業於香港培正中學。其後，他入讀香港中文大學文化研究系，畢業後便決意當全職魔術師。
葉望風年少時看完舅舅表演骰子魔術後，感到神奇，開始對魔術產生濃厚興趣。除了自學，葉望風向香港資深魔術師Gary Charm學習表演。他在2011年香港近景魔術公開大賽及2012年FISM世界魔術聯盟亞洲冠軍賽分別奪得冠軍及亞軍後，便前往美國拉斯維加斯魔術學院 Magic and Mystery School深造，師從魔術大師 Jeff McBride 及 Eugene Burger。
葉望風曾參與多個公開演出，包括TVB魔術綜藝節目《魔法擂台》、大型音樂佈道會《Yeah Show》、中央電視台大型魔術節目《魔法奇跡》、江蘇衛視魔術競技真人秀節目《超凡魔術師》及 2018江蘇衛視春節晚會。除此以外，葉望風曾擔任香港電視網絡主席王維基先生的魔術指導，並參演HKTV開台禮《新活·才是生活》。他的表演足跡遍及英國、美國、日本、澳洲、中國大陸等地。同時擁有「香港冠軍」、「TVB 我最喜愛魔術師」、「超凡魔術師中國戰隊」及「國際冠軍魔術師」等名銜。

## 演出作品

### 綜藝節目
2011年 ﹣《魔法擂台》
2017年﹣《超凡魔術師》

## 曾獲獎項

### 2010年
澳門國際魔術大賽：冠軍
香港近景魔術公開大賽：亞軍
杭州際魔術交流大會：銅獎

### 2011年
香港近景魔術公開大賽：冠軍
TVB魔法擂台：我最喜愛魔術師、我最喜愛魔術組合

### 2012年
FISM世界魔術聯盟亞洲冠軍賽：亞軍

## 外部連結
- 葉望風個人網站 Fung Ip Website （页面存档备份，存于）
- 叶望风FungIp的新浪微博
- 葉望風的Instagram帳戶